# آبشار مامیرلی
آبشار مامیرلی (به لاتین: Mamirli Şəlalə) (پوشش داده شده با خزه) یک آبشار در جمهوری آذربایجان است که در شهرستان قاخ و روستای لکیت-کتوکلو در میان یک جنگل انبوه واقع شده است. این آبشار نوعی نادر است، زیرا آبی که صدها سال از میان سنگ‌ها عبور کرده بود، منجر به جوانه‌زدن خزه‌های ضخیم شده است. خزه به‌طور کامل سنگ‌ها را پوشانده و پوشش گیاهان و درخت‌ها به قدری متراکم است که نور خورشید به نقاط پایین‌تر نمی‌رسد؛ به همین دلیل همیشه خنک است. شمار زیادی از گردشگران از این ناحیه بازدید می‌کنند و جایگاه‌های مخصوص برای پیک‌نیک موجود است.

## ویژگی‌ها
بلندای آبشار ۱۵ متر و پهنای آن ۳۰ متر است. این آبشار در ارتفاع ۵۵۰ متری از سطح دریا قرار گرفته است. این آبشار که در روستای لکیت‌کتوکلو که از توابع شهرستان قاخ است با تصمیم کابینه وزیران جمهوری آذربایجان در تاریخ ۵ آگوست ۲۰۰۶ به‌عنوان بنای یادبود طبیعت شهرستان قاخ ثبت شده و به عنوان ناحیه محافظت‌شده به‌شمار می‌رود.